# Seigneurie de Port-Joly
Port-Joly était une seigneurie du Canada, de 1677 à 1854.  Située sur la rive sud du fleuve Saint-Laurent, elle comprenait les environs de l'actuel village de Saint-Jean-Port-Joli, au Québec.

## Toponymie
En Nouvelle-France, les seigneuries, concédées par l'État, ne se voyaient pas nécessairement attribuer un nom officiel.  Elles pouvaient être connues sous le nom de leur seigneur du moment ou selon un élément géographique ou encore sous une autre désignation.  Cela explique qu'en pratique une seigneurie pouvait parfois être connue sous différents noms selon les époques.
Ainsi, la seigneurie de Port-Joly est surtout connue sous ce nom, qui est aussi celui d'une rivière qui la traverse, bien qu'elle ait pu au début être connue sous les noms Langlois, Traversy (respectivement les nom et surnom de son premier seigneur) ou des Trois Saumons (nom d'une autre rivière qui s'y trouve).

## Géographie
Bien que la future seigneurie ait fait l'objet d'un arpentage dans les années précédant sa concession, l'acte officiel de concession, signé par le comte de Frontenac en 1677, ne mentionne pas la description géographique de la seigneurie, mais en indique seulement la dimension et la situation générale par rapport au fleuve Saint-Laurent et aux seigneuries avoisinantes déjà concédées, dans les termes suivants : « (...) deux lieues de terre de front le long du fleuve Saint-Laurent du côté du sud, à commencer depuis les terres qui appartiennent à la demoiselle La Combe, en remontant ledit fleuve jusqu'à la concession de la demoiselle Geneviève Couillard, avec deux lieues de profondeur (...) »
La seigneurie ainsi concédée s'étendait donc le long du fleuve, d'est en ouest, à peu près de l'endroit connu sous le nom d'anse à Caronette jusqu'à environ un kilomètre à l'ouest de l'embouchure de la rivière des Trois Saumons, c'est-à-dire sur une longueur d'environ une dizaine de kilomètres, et sa forme était approximativement celle d'un carré.

## Histoire
Depuis la concession initiale jusqu'à l'abolition du régime seigneurial, les personnes suivantes furent seigneurs et seigneuresses de Port-Joly.
- 25 mai 1677 - 19 novembre 1686 : Noël Langlois, dit Traversy
- 19 novembre 1686 - 20 septembre 1702 : Charles Aubert de la Chesnaye
- 20 septembre 1702 - 20 mars 1731 : Pierre Aubert de Gaspé
- 20 mars 1731 - 17 juin 1753 : Madeleine-Angélique Legardeur de Tilly
- 17 juin 1753 - 26 janvier 1787 : Ignace-Philippe Aubert de Gaspé
- 26 janvier 1787 - 17 mars 1789 : Marie-Anne Coulon de Villiers
- 17 mars 1789 - 13 février 1823 : Pierre-Ignace Aubert de Gaspé
- 13 février 1823 - 13 avril 1842 : Catherine Tarieu de Lanaudière (usufruitière)
- 13 avril 1842 - 18 décembre 1854 : Philippe Aubert de Gaspé (usufruitier)